# ويليام فوربس
ويليام فوربس هو سياسي كندي، ولد في 21 يوليو 1787، وتوفي في 22 نوفمبر 1814.